# Lycosa apacha
Lycosa apacha är en spindelart som beskrevs 1925 av Ralph Vary Chamberlin. Lycosa apacha ingår i släktet Lycosa och familjen vargspindlar. Inga underarter finns listade i Catalogue of Life.